# Geordneter Körper
In der Algebra, einer Teildisziplin der Mathematik, ist ein geordneter Körper (auch angeordneter Körper genannt) ein Körper zusammen mit einer totalen Ordnung „{\displaystyle \leq }“, die mit Addition und Multiplikation (das sind die »Körperoperationen«, die die »algebraische Struktur« darstellen) verträglich ist. Das bekannteste Beispiel ist der Körper der reellen Zahlen. Körper der Charakteristik {\displaystyle p>0} können nicht strukturverträglich angeordnet werden. Ein wichtiges Beispiel für einen Körper der Charakteristik 0, der auch nicht strukturverträglich angeordnet werden kann, ist der Körper der komplexen Zahlen.

## Definition

Die Eigenschaft

Ein Körper {\displaystyle (K,+,\cdot )}, auf dem eine (hier reflexiv geschriebene) Totalordnung {\displaystyle \leq } definiert ist, heißt geordneter Körper (oder auch angeordneter Körper), wenn die Ordnung mit den Körperoperationen verträglich ist, d. h., wenn für alle {\displaystyle a,b,c\in K} die folgenden (An)ordnungsaxiome gelten:
- Aus {\displaystyle a\leq b} folgt {\displaystyle a+c\leq b+c}.
- Aus {\displaystyle 0\leq a} und {\displaystyle 0\leq b} folgt {\displaystyle 0\leq a\cdot b}.

Statt der zweiten Bedingung kann äquivalent auch gefordert werden:
- Aus {\displaystyle a\leq b} und {\displaystyle 0\leq c} folgt {\displaystyle a\cdot c\leq b\cdot c}.

Elemente, die nicht größer oder gleich {\displaystyle 0}, also kleiner {\displaystyle 0} sind, heißen negativ, Elemente größer oder gleich {\displaystyle 0} heißen nichtnegativ.
Den Positivbereich {\displaystyle P} definiert man als Menge aller nichtnegativen Elemente, d. h. {\displaystyle P:=\left\{k\in K\mid k\geq 0\right\}}.
Man kann zeigen, dass für {\displaystyle a,b\in K} {\displaystyle b\geq a} äquivalent ist zu {\displaystyle b-a\in P}, die Anordnung ist also eindeutig durch ihren Positivbereich bestimmt.
Ein Positivbereich erfüllt die Eigenschaften
- {\displaystyle P+P\subseteq P}, {\displaystyle P\cdot P\subseteq P} (Abgeschlossenheit bzgl. Addition und Multiplikation),
- {\displaystyle P\cap (-P)=\{0\}} und
- {\displaystyle P\cup (-P)=K}.

Bemerkung
Aus der reflexiv geschriebenen und (überall) reflexiven Totalordnung {\displaystyle \leq } lässt sich die (überall) irreflexive Totalordnung {\displaystyle <} definieren:
{\displaystyle a<b\quad :\Longleftrightarrow \quad (a\leq b\land a\neq b),}
wie sich auch umgekehrt aus der irreflexiven Totalordnung {\displaystyle <} die ursprüngliche reflexive durch
{\displaystyle a\leq b\quad :\Longleftrightarrow \quad (a<b\lor a=b)}
rekonstruieren lässt. Diese Gleichwertigkeit, die sich auch in der Trichotomie ausdrückt, ist eine Folge der Totalordnungseigenschaft.
Insofern ist die Wahl der Schreibweise eine Frage der reinen Zweckmäßigkeit. Entsprechend finden sich in der Literatur auch Definitionen von Positivbereich mit nur positiven, d. h. von 0 verschiedenen nichtnegativen, Elementen.

## Eigenschaften

Die Eigenschaft

Aus den Axiomen folgen unter anderem diese Eigenschaften (für alle {\displaystyle a,b,c,d\in K}):
- Das Negative eines positiven Elements ist negativ und das Negative eines negativen Elements ist positiv: Für jedes {\displaystyle a\in K} mit {\displaystyle a\neq 0} gilt entweder {\displaystyle -a<0<a} oder {\displaystyle a<0<-a}.
- Man darf Ungleichungen addieren: Aus {\displaystyle a\leq b} und {\displaystyle c\leq d} folgt {\displaystyle a+c\leq b+d}.
- Man darf Ungleichungen mit positiven Elementen multiplizieren: Aus {\displaystyle a\leq b} und {\displaystyle 0\leq c} folgt {\displaystyle ac\leq bc}. (Alternativ kann dies auch, wie oben darstellt, als Axiom gefordert werden.)
- Quadratzahlen sind nichtnegativ: {\displaystyle 0\leq a^{2}}. Ebenso ist jede endliche Summe von Quadraten nichtnegativ. Insbesondere ist {\displaystyle 0<1}.
- Durch Induktion kann man folgern, dass jede endliche Summe von Einsen positiv ist: {\displaystyle 0<1+1+\cdots +1}.

## Strukturaussagen
Jeder geordnete Körper hat die Charakteristik {\displaystyle 0}. Dies folgt unmittelbar aus der letztgenannten Eigenschaft {\displaystyle 0<1+1+\cdots +1}.
Jeder Teilkörper eines geordneten Körpers ist geordnet. Wie für jeden Körper der Charakteristik 0 ist der kleinste enthaltene Körper isomorph zu den rationalen Zahlen, und die Ordnung auf diesem Teilkörper ist dieselbe wie die natürliche Anordnung auf {\displaystyle \mathbb {Q} }.
Wenn jedes Element eines angeordneten Körpers zwischen zwei rationalen Zahlen liegt, dann heißt der Körper archimedisch geordnet (wenn es also zu jedem Element eine größere und eine kleinere rationale Zahl gibt). Zum Beispiel sind die reellen Zahlen archimedisch, jedoch sind die hyperreellen Zahlen nicht-archimedisch. Die Eigenschaft eines geordneten Körpers, archimedisch geordnet zu sein, bezeichnet man auch als archimedisches Axiom.

### Geordnete Körper und reelle Zahlen
Jeder archimedisch geordnete Körper ist (als geordneter Körper) zu einem eindeutig bestimmten Teilkörper von {\displaystyle \mathbb {R} } isomorph. In diesem Sinn bilden die reellen Zahlen {\displaystyle \mathbb {R} } den „größten“ archimedisch geordneten Körper.
Die Ordnung auf einem geordneten Körper {\displaystyle K} induziert eine Topologie, die Ordnungstopologie auf {\displaystyle K}, die durch die offenen Intervalle {\displaystyle \{x\in K\mid x<a\}} und {\displaystyle \{x\in K\mid x>a\}} als Subbasis erzeugt wird, und Addition und Multiplikation sind bezüglich dieser Topologie stetig.
Ein geordneter Körper heißt ordnungsvollständig, wenn jede beschränkte, nichtleere Teilmenge des Körpers ein Infimum und Supremum hat.
Der Körper der reellen Zahlen lässt sich (bis auf Isomorphie) durch folgende Eigenschaft charakterisieren:
{\displaystyle \mathbb {R} } ist ein ordnungsvollständiger geordneter Körper.
Da im Körper der reellen Zahlen genau die nichtnegativen Zahlen Quadrate sind (es gilt also dort {\displaystyle x\geq 0} genau dann, wenn eine reelle Zahl {\displaystyle y} mit {\displaystyle x=y^{2}} existiert), ist die Menge der positiven reellen Zahlen und damit die Anordnung aller reellen Zahlen algebraisch (nämlich mittels der Ringoperationen {\displaystyle {\mathord {+}},{\mathord {\cdot }}}) festgelegt. Die rationalen Zahlen, die einen Teilkörper und den Primkörper der reellen Zahlen bilden, lassen keinen Automorphismus außer der Identität zu. Man sagt: Die rationalen Zahlen sind ein starrer Körper. Auch {\displaystyle \mathbb {R} } ist starr. Zwischen zwei Modellen der reellen Zahlen gibt es also stets genau einen Ringisomorphismus und dieser ist stets ein ordnungserhaltender Körperautomorphismus. Der Artikel „Reelle Zahl“ beschreibt unterschiedliche Möglichkeiten, solche Modelle zu konstruieren.
→ Allgemeiner sind Körper, die aus dem hier genannten Grund nur eine Körperordnung zulassen, euklidische Körper.

## Formal reelle Körper
Ein Körper heißt formal reell (oder nur reell), wenn {\displaystyle -1} sich nicht als endliche Summe von Quadraten schreiben lässt. Man kann zeigen, dass dies genau dann der Fall ist, wenn die 0 nur in trivialer Weise als endliche Summe von Quadraten dargestellt werden kann.
Jeder angeordnete Körper ist also ein formal reeller Körper. Umgekehrt lässt sich auf jedem formal reellen Körper eine Ordnung einführen, die diesen zu einem angeordneten Körper macht. Formal reelle Körper lassen sich zu reell abgeschlossenen Körpern erweitern.

## Beispiele und Gegenbeispiele
- Die ganzen Zahlen und die natürlichen Zahlen erfüllen zwar die Anordnungsaxiome, aber nicht die Körperaxiome. Die ganzen Zahlen bilden lediglich einen geordneten Integritätsring.
- Die rationalen Zahlen {\displaystyle \mathbb {Q} } bilden den kleinsten angeordneten Körper in dem Sinne, dass sie Teilkörper jedes geordneten Körpers sind und selbst keine echten Teilkörper enthalten.
- Die reellen Zahlen {\displaystyle \mathbb {R} } und jeder Teilkörper von {\displaystyle \mathbb {R} } sind angeordnete Körper.
- Jeder reell abgeschlossene Körper und allgemeiner jeder euklidische Körper lässt wie die reellen Zahlen nur eine durch seine algebraische Struktur eindeutig bestimmte Anordnung zu.
- Die hyperreellen Zahlen sind reell abgeschlossen und damit ein angeordneter Körper, der nur eine Anordnung zulässt.
- Die surrealen Zahlen bilden zwar eine echte Klasse und keine Menge, erfüllen aber ansonsten alle Axiome eines angeordneten Körpers. Jeder angeordnete Körper kann in die surrealen Zahlen eingebettet werden.
- Endliche Körper können nicht angeordnet werden.
- Die komplexen Zahlen können nicht angeordnet werden, da die Eigenschaft {\displaystyle 0\leq a^{2}} durch die imaginäre Einheit {\displaystyle \mathrm {i} } wegen {\displaystyle \mathrm {i} ^{2}=-1} verletzt wird.

- Allgemeiner und aus dem gleichen Grund kann ein algebraisch abgeschlossener Körper niemals angeordnet werden.

- Die {\displaystyle p}-adischen Zahlen können nicht angeordnet werden, da sie für {\displaystyle p>2} eine Quadratwurzel von {\displaystyle 1-p} und für {\displaystyle p=2} eine Quadratwurzel von {\displaystyle -7} enthalten.